# Élections régionales de 2021 en Haute-Autriche
Les Élections régionales de 2021 en Haute-Autriche (Landtagswahl in Oberösterreich 2021) ont lieu le 26 septembre 2021 en Autriche dans le land de Haute-Autriche.
Le scrutin est marqué par la chute du FPÖ qui perd un tiers de ses électeurs. Un nouveau parti s'opposant à une obligation vaccinale, Humains - Liberté - Droits fondamentaux, crée la surprise et entre au Landtag avec trois sièges,.

## Contexte
Les précédentes élections en 2015 conduisent à un fort recul du Parti populaire autrichien (ÖVP) au pouvoir ainsi que du principal parti d'opposition, le Parti social-démocrate d'Autriche (SPÖ), au profit du Parti de la liberté d'Autriche (FPÖ), qui double le nombre de ses députés. La perte de sa majorité absolue par l'ÖVP amène le Landeshauptmann Josef Pühringer à former un gouvernement de coalition avec le SPÖ. Courant 2017, Pühringer se retire de la vie politique après 22 ans à la tête du Land. Il est remplacé par Thomas Stelzer, qui reçoit le vote de confiance du Landtag par 51 voix sur 55 le 6 avril 2017.

## Système électoral
Le Landtag de Haute-Autriche est composé de 56 sièges pourvus pour cinq ans selon un mode de scrutin proportionnel de listes bloquées dans cinq circonscriptions plurinominales. Le seuil électoral que doit atteindre un parti pour obtenir des sièges est fixé à 4 % des suffrages au niveau du Land ou un siège d'une circonscription. La clé de répartition proportionnelle se fait à la méthode de Hare au niveau des circonscriptions puis d'Hondt au niveau du Land.

## Sondages
Pour des raisons techniques, il est temporairement impossible d'afficher le graphique qui aurait dû être présenté ici.

## Résultats

### Au niveau régional
|                        |                                                        |           |       |       |        |               |  |  |  |
| Parti                  | Parti                                                  | Voix      | %     | +/-   | Sièges | +/-           |  |  |  |
|                        | Parti populaire autrichien (ÖVP)                       | 303 835   | 37,61 | 1,24  | 22     | 1             |  |  |  |
|                        | Parti de la liberté d'Autriche (FPÖ)                   | 159 692   | 19,77 | 10,59 | 11     | 7             |  |  |  |
|                        | Parti social-démocrate d'Autriche (SPÖ)                | 150 094   | 18,58 | 0,21  | 11     | en stagnation |  |  |  |
|                        | Les Verts - L'Alternative verte (Grünen)               | 99 496    | 12,32 | 2,00  | 7      | 1             |  |  |  |
|                        | Humains - Liberté - Droits fondamentaux (MFG)          | 50 325    | 6,23  | Nv.   | 3      | 3             |  |  |  |
|                        | NEOS - La nouvelle Autriche et le Forum libéral (NEOS) | 34 204    | 4,23  | 0,76  | 2      | 2             |  |  |  |
|                        | Parti communiste d'Autriche (KPÖ)                      | 6 504     | 0,81  | 0,06  | 0      | en stagnation |  |  |  |
|                        | Une meilleure Haute-Autriche (BESTE)                   | 1 977     | 0,24  | Nv.   | 0      | en stagnation |  |  |  |
|                        | Autres                                                 | 1 773     | 0,22  | —     | 0      | en stagnation |  |  |  |
|                        |                                                        |           |       |       |        |               |  |  |  |
| Votes valides          | Votes valides                                          | 807 900   | 96,73 |       |        |               |  |  |  |
| Votes blancs et nuls   | Votes blancs et nuls                                   | 27 348    | 3,27  |       |        |               |  |  |  |
| Total                  | Total                                                  | 835 248   | 100   | —     | 56     | en stagnation |  |  |  |
| Abstentions            | Abstentions                                            | 258 826   | 23,66 |       |        |               |  |  |  |
| Inscrits/Participation | Inscrits/Participation                                 | 1 094 074 | 76,34 |       |        |               |  |  |  |